# نهاية أحادية الجانب

الدالة حيث تشير إلى دالة الإشارة، لها نهايتان يسرى ويمنى تساويان و على الترتيب، وقيمة الدالة تساوي عند النقطة.

تشير نهاية أحادية الجانب في حساب التفاضل والتكامل إلى أنَّ أحد نهايتي الدالة {\displaystyle f(x)} متغير حقيقي {\displaystyle x} يقترب من نقطة محددة إما من اليسار أو من اليمين.
النهاية تكون عندما ينقص المتغير {\displaystyle x} ويقترب {\displaystyle a} ( فإن المتغير {\displaystyle x} يقترب من {\displaystyle a} "من اليمين"  أو "من أعلى") ويمكن الإشارة إليها كما يلي:{\displaystyle \lim _{x\to a^{+}}f(x)\quad {\text{ or }}\quad \lim _{x\,\downarrow \,a}\,f(x)\quad {\text{ or }}\quad \lim _{x\searrow a}\,f(x)\quad {\text{ or }}\quad f(x+)}نهاية {\displaystyle x} تزداد في القيمة لتقترب من {\displaystyle a} ( {\displaystyle x} يقترب من {\displaystyle a} "من اليسار"  أو "من الأسفل") يمكن الإشارة إليها كما يلي:{\displaystyle \lim _{x\to a^{-}}f(x)\quad {\text{ or }}\quad \lim _{x\,\uparrow \,a}\,f(x)\quad {\text{ or }}\quad \lim _{x\nearrow a}\,f(x)\quad {\text{ or }}\quad f(x-)}إذا كان المتغير {\displaystyle x} في الدالة {\displaystyle f(x)} يقترب من {\displaystyle a} إذن النهايات من اليسار ومن اليمين كلاهما موجودان ومتساويان. في بعض الحالات التي يكون فيها الحد غير موجود، مع ذلك فإن الحدين أحادييّ الجانب موجودان: {\displaystyle \lim _{x\to a}f(x)}وبالتالي ، فإن المتغير {\displaystyle x} الذي يقتر من {\displaystyle a} يُطلق عليه أحيانًا "نهاية ذات وجهين". 
من الممكن أن يوجد أحد النهايتين من جهة واحدة فقط (بينما الأخرى غير موجودة). من الممكن أيضًا عدم وجود أي من النهايتين أحاديتا الجانب.

## التعريف الرسمي

### تعريف
إذا كان {\displaystyle I} يمثل بعض الفترات المضمنة في المجال {\displaystyle f} و كانت {\displaystyle a} نقطة في {\displaystyle I} والنهاية للمتغير {\displaystyle x} تقترب من الجانب الأيمن من {\displaystyle a} يمكن تعريفها بدقة على أنها القيمة {\displaystyle R} التي تحقق: {\displaystyle {\text{for all }}\varepsilon >0\;{\text{ there exists some }}\delta >0\;{\text{ such that for all }}x\in I,{\text{ if }}\;0<x-a<\delta {\text{ then }}|f(x)-R|<\varepsilon ,}والنهاية من الجهة اليسرى للمتغير {\displaystyle x} عندما يقترب من {\displaystyle a} يمكن تعريفها بدقة على أنها القيمة {\displaystyle L} التي تحقق:{\displaystyle {\text{for all }}\varepsilon >0\;{\text{ there exists some }}\delta >0\;{\text{ such that for all }}x\in I,{\text{ if }}\;0<a-x<\delta {\text{ then }}|f(x)-L|<\varepsilon .}وبشكل تجريدي ومجمل لما يسبق، يمكننا القول:
لو كانت {\displaystyle I} تمثل المجال الفاصل حيث {\displaystyle I\subseteq \mathrm {domain} (f)} ، و {\displaystyle a\in I} .
{\displaystyle \lim _{x\to a^{+}}f(x)=R~~~\iff ~~~(\forall \varepsilon \in \mathbb {R} _{+},\exists \delta \in \mathbb {R} _{+},\forall x\in I,(0<x-a<\delta \longrightarrow |f(x)-R|<\varepsilon ))}
{\displaystyle \lim _{x\to a^{-}}f(x)=L~~~\iff ~~~(\forall \varepsilon \in \mathbb {R} _{+},\exists \delta \in \mathbb {R} _{+},\forall x\in I,(0<a-x<\delta \longrightarrow |f(x)-L|<\varepsilon ))}

### حدسية
بالمقارنة مع التعريف الرسمي لنهاية الدالة عند نقطة ما ، فإن النهاية أحادية الجانب تعمل فقط مع قيم الإدخال إلى جانب واحد من قيمة الإدخال التي اقترب منها المتغير.
{\displaystyle \lim _{x\to a}f(x)=L~~~\iff ~~~\forall \varepsilon \in \mathbb {R} _{+},\exists \delta \in \mathbb {R} _{+},\forall x\in I,0<|x-a|<\delta \implies |f(x)-L|<\varepsilon }
لتعريف النهاية أحادية الجانب علينا تعديل هذه المتباينة. لاحظ أن المسافة المطلقة بين {\displaystyle x} و {\displaystyle a} يكون{\displaystyle |x-a|=|(-1)(-x+a)|=|(-1)(a-x)|=|(-1)||a-x|=|a-x|}